# Dosier

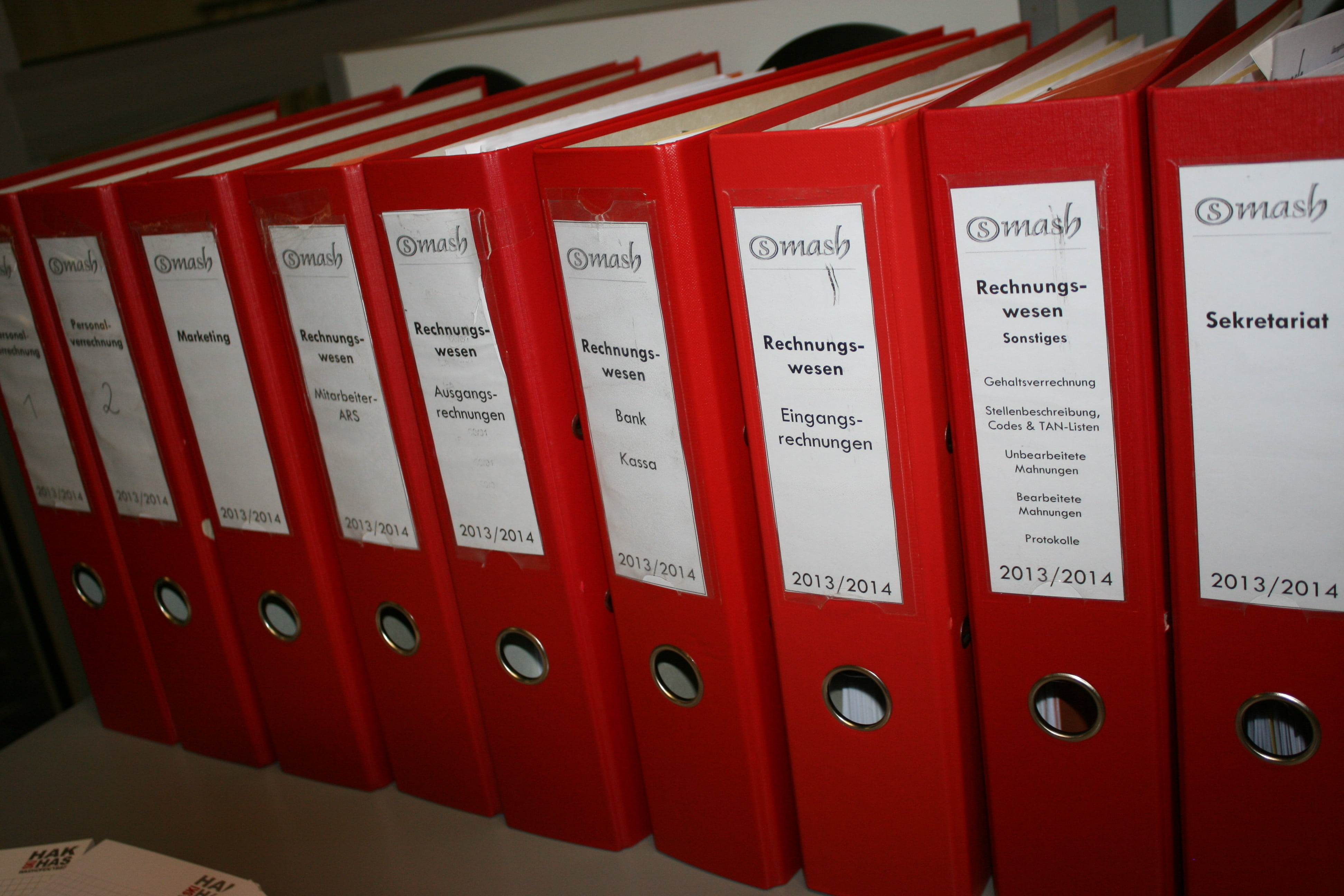
Carpetas de anillas como las que se pueden utilizar para guardar un dosier

Un dosier (del francés dossier, carpeta) es una colección de documentos sobre un tema específico. Cuando se originó el término (el diccionario Le Petit Robert cifra su primera utilización en 1586) solo existían documentos en papel, pero ahora los documentos pueden ser electrónicos solo en parte, o constar el dosier únicamente de documentos electrónicos.
La RAE admite también la grafía dossier, que en ese caso debe escribirse en cursiva por tratarse de un extranjerismo crudo (no adaptado).
En el caso de que conste de documentos físicos, un dosier se guardará en una  carpeta de anillas, una caja de archivado o un sistema equivalente. Si solamente consta de documentos electrónicos se podrá guardar en un CD, una memoria USB, un ordenador personal o un servidor informático.
Debido a la polivalencia del soporte electrónico, en este caso los documentos pueden ser de cualquier tipoː de texto, fotocopias, planos de instalaciones o dispositivos, audios, videos, etc.
Además, el término "dosier" también designa una categoría de artículos periodísticos (véase género periodístico).

## Uso
En español la palabra dossier tiene a menudo connotaciones negativas (en el original francés, sin embargo, es un término neutro)ː designa habitualmente un conjunto de información que se ha ido reuniendo con el propósito de perjudicar o chantajear a una persona o entidad.El término neutro en español para referirse a un conjunto análogo de información es expediente.
Las personas que recopilan estos dosieres normalmente no guardan solo uno, sino varios, empleándolos como una herramienta de poder o de garantía.
Los dosieres también pueden ser elaborados por servicios secretos estatales. El contenido puede ser, por ejemplo, informes psicológicos sobre políticos (por ejemplo el perfil de la OSS de Estados Unidos sobre Adolf Hitler de 1943) o un análisis de los procedimientos de la Oficina Federal para la Protección de la Constitución (de Alemania).
Aunque se podría llamar "dosier médico" (como se hace en italiano) al conjunto de documentos sobre la salud de una persona (diagnósticos, pruebas, etc.), se usan los términos historia clínica o historial médico.

## Dosieres personales
Una aplicación específica común en Suiza es el Personaldossier  (en alemán, que se traduciría por expediente personal)ː la colección de documentos relacionados con una persona en el departamento de recursos humanos de una organización. Los documentos de solicitud también se denominan Dossier (en alemán los sustantivos se escriben con mayúscula inicial) en Suiza, al igual que los documentos sobre un solicitante que una agencia de empleo (empresa de trabajo temporal suiza) envía a una empresa cliente.

## Dosier de prensa
Un dosier de prensa, que no debe confundirse con un resumen de prensa, es un documento que sirve para poner en contacto a una empresa con periodistas. Se diferencia de una nota de prensa o comunicado de prensa en que el dosier de prensa es fijo, permanente y centrado en la empresa, mientras que la nota de prensa es más breve, tiene carácter transitorio y se centra en un acontecimiento específico (por ejemplo el lanzamiento de un nuevo producto). 
En las ediciones en línea de periódicos, como Süddeutsche Zeitung o Junge Welt, se denominan Dossier (en alemán) las colecciones de artículos antiguos, antes disponibles gratis en línea, que ahora, si se quieren leer, deben comprarse.